# Discogs
Discogs (укр. Диско́ґс, скорочено від англ. "Discographies") — вебсайт з однією із найбільших баз даних музичних виконавців, продукції та лейблів. Наповнюється здебільшого добровольцями. Вся інформація на сайті доступна безкоштовно. Зареєстровані користувачі ресурсу мають можливість продавати / купувати продукцію, використовуючи спеціальний механізм сайту.

## Історія
Discogs був заснований в 2000 році Кевіном Левандовскі (Kevin Lewandowski). Спочатку він хотів помістити список своєї музичної колекції на особистому сайті. Це знайшло відгук з боку інтернет-спільноти і незабаром розвинулось у великий проєкт з ухилом в електронну музику, однак сайт швидко переріс у загальний музичний проєкт з широкою палітрою музичних напрямків. Штаб-квартира Discogs розташована в місті Портленд, штат Орегон.
Починаючи з 2017 року на сайті заборонено продавати піратські копії.

## Статистика
Станом на 19 листопада 2022 року Discogs містить понад 15,7 мільйона релізів від понад 8,3 мільйона виконавців на понад 1,9 мільйона лейблів, наданих понад 644 000 облікових записів користувачів – ці цифри постійно зростають, оскільки користувачі з часом постійно додають на сайт релізи, які раніше не були включені в список. 

## VinylHub
У середині 2014 року було запущено веб-сайт додаткового проєкту під назвою VinylHub, щоб користувачі могли додавати інформацію про магазини звукозаписів у всьому світі, включаючи місцезнаходження, контактні дані, тип товарів, які вони зберігають, тощо. У серпні 2020 року його було переміщено як частину головного веб-сайту Discogs під доменом vinylhub.discogs.com